# Società Sportiva Cavese 1919 2003-2004
Questa pagina raccoglie le informazioni riguardanti la Società Sportiva Cavese 1919 nelle competizioni ufficiali della stagione 2003-2004.

## Rosa
| N. |                     | Ruolo | Calciatore           |
| -- | ------------------- | ----- | -------------------- |
|    | Italia (bandiera)   | P     | Gennaro Capasso      |
|    | Italia (bandiera)   | P     | William Carotenuto   |
|    | Italia (bandiera)   | P     | Guido Ramon Gargiulo |
|    | Italia (bandiera)   | D     | Antonio Abate        |
|    | Italia (bandiera)   | D     | Antonio Aloisi       |
|    | Paraguay (bandiera) | D     | Óscar Omar Ayala     |
|    | Italia (bandiera)   | D     | Enrico Curcio        |
|    | Italia (bandiera)   | D     | Simone Schicchi      |
|    | Italia (bandiera)   | D     | Emanuele Gabrieli    |
|    | Italia (bandiera)   | D     | Mario Chianello      |
|    | Italia (bandiera)   | C     | Antonio Corradino    |
|    | Italia (bandiera)   | C     | Tony D'Amico         |
|    | Italia (bandiera)   | C     | Carmelo Puglisi      |

| N. |                    | Ruolo | Calciatore                      |
| -- | ------------------ | ----- | ------------------------------- |
|    | Italia (bandiera)  | C     | Errico Balsamo                  |
|    | Italia (bandiera)  | C     | Salvatore Aiello                |
|    | Brasile (bandiera) | C     | Rafael Bondi                    |
|    | Italia (bandiera)  | C     | Luca Leone                      |
|    | Italia (bandiera)  | C     | Manuel Panini                   |
|    | Italia (bandiera)  | A     | Biagio Sansò                    |
|    | Italia (bandiera)  | A     | Antonio Schetter                |
|    | Italia (bandiera)  | A     | Fabio Di Vito                   |
|    | Italia (bandiera)  | A     | Gennaro Esposito                |
|    | Italia (bandiera)  | A     | Genny Del Prete                 |
|    | Italia (bandiera)  | A     | Massimiliano Antonio Scichilone |
|    | Italia (bandiera)  | A     | Filippo Tortora                 |